# ريلدو دا كوستا مينيزيس
ريلدو دا كوستا مينيزيس (بالبرتغالية: Rildo da Costa Menezes‏) (مواليد 23 يناير 1942) هو لاعب كرة قدم. يلعب مع منتخب البرازيل لكرة القدم. سبق له أن لعب في كأس العالم لكرة القدم مع منتخب بلاده.

## روابط خارجية
- ريلدو دا كوستا مينيزيس على موقع الاتحاد الدولي (مؤرشف)  (الإنجليزية)
- ريلدو دا كوستا مينيزيس على موقع قاعدة بيانات كرة القدم.إي يو (الإنجليزية)
- ريلدو دا كوستا مينيزيس على موقع ناشيونال فوتبول تيمز (الإنجليزية)